# جائزة مونتريال الكبرى للدراجات 2019
جائزة مونتريال الكبرى للدراجات 2019 (بالإنجليزية: 2019 Grand Prix Cycliste de Montréal)‏ هو سباق دراجات هوائية، وهو الموسم رقم 10 من السباق، وأقيم في 15 سبتمبر 2019، وامتدّ لمسافة 219.6 كيلومتر، وهو أحد سباقات طواف العالم للدراجات 2019، وهو من نوع  سباق يوم واحد.
.

## الفرق
| فرق عالمية (18)- AG2R La Mondiale - Astana - Bahrain-Merida - Bora-hansgrohe - CCC Team - Deceuninck-Quick Step - Dimension Data - EF Education First - جروباما-إف دي جي - Team Jumbo-Visma - Lotto Soudal - Mitchelton-Scott - Movistar Team - Katusha-Alpecin - Ineos - Team Sunweb - Trek-Segafredo - UAE Team Emirates فرق قارية محترفة (2)- Rally UHC Cycling - Israel Cycling Academy فريق وطني- فريق كندا لركوب الدراجات للرجال 2019‏ |  |
| |  |

## وصلات خارجية
- الموقع الرسمي
- لمحة عن سباق جائزة مونتريال الكبرى للدراجات 2019 على موقع  ProCyclingStats   (برو  سايكلنج  ستاتس) - إحصاءات  محترفي  الدراجات.

- جائزة مونتريال الكبرى للدراجات 2019 على موقع إحصائيات الدراجات الإحترافية (الإنجليزية)